# Pavlov Primeira Universidade Médica de São Petersburgo
A Pavlov Primeira Universidade Médica Estatal de São Petersburgo é uma instituição de ensino superior e a primeira universidade médica de São Petersburgo.
PSPbGMU é chamado de Primeiro Instituto Médico de São Petersburgo por causa de sua renomeação em 1936, em relação à Academia Médica do Estado de São Petersburgo em homenagem a II Mechnikov, que é chamado de Segundo Instituto Médico.

## História

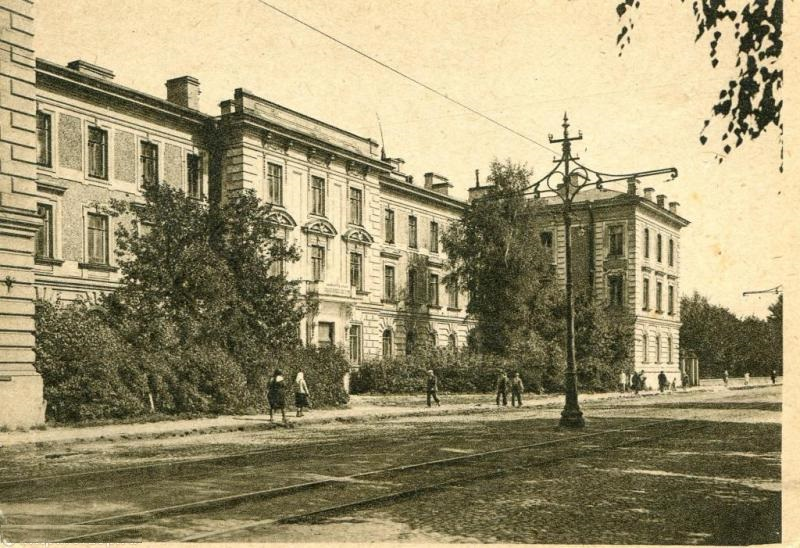
Universidade em 1903

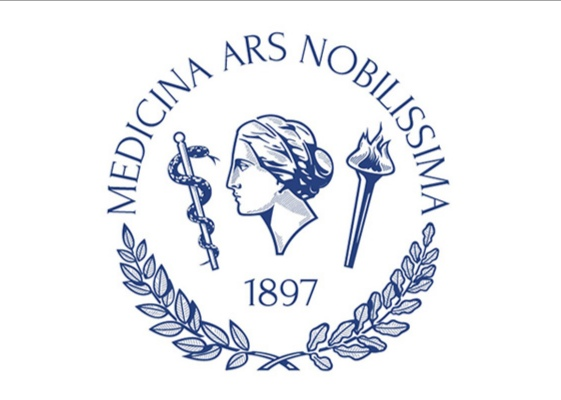
Brasão da Universidade

A Pavlov First Saint-Petersburg State Medical University foi fundada em 14 (26) de setembro de 1897 como Instituto Médico da Mulher. Foi a primeira instituição na Europa que deu oportunidade às mulheres de adquirirem educação médica superior.
Logo após a fundação, o Women's Medical Institute (WMI) tornou-se uma instituição respeitável e representou um modelo reconhecido de ensino médico superior e ciências médicas. As clínicas e departamentos do WMI desenvolveram e implementaram os métodos mais avançados de diagnóstico e tratamento.
Em 28 de março de 1917, proporcionou o local para a reunião inaugural da Associação Livre para o Desenvolvimento e Divulgação da Ciência Positiva (SARRPN). 
A Universidade mudou alguns nomes desde a época da sua fundação: Instituto Médico da Mulher de São Petersburgo (1918), O Primeiro Instituto Médico de Leningrado, também conhecido como «o 1 ° Med» (1924). Este nome entrou para a história da medicina russa e de São Petersburgo. Em 1936, o Primeiro Instituto Médico foi nomeado em homenagem ao Acadêmico Ivan Pavlov, ganhador do Prêmio Nobel. Em 1994, o First Medical Institute foi reorganizado em uma universidade médica que recebeu o nome atual.
Na década de 1930, o Instituto de Química e Farmácia, bem como o Instituto de Pediatria, foram separados do First Medical Institute e estabelecidos como unidades independentes. Nesse ínterim, a construção de novas unidades e prédios de laboratórios já estava em fase de projeto, mas a Segunda Guerra Mundial interferiu no cumprimento desse plano. Durante a heróica defesa de Leningrado durante a guerra, o Instituto não parou de fornecer atendimento, educação e pesquisa aos pacientes; muitos de seus graduados foram para a guerra. Em homenagem aos mortos em batalha. . Em 1987, um monumento em homenagem aos médicos mortos foi erguido no Institute Park, no mesmo lugar onde uma bomba não detonada foi encontrada. Os anos 1960-1980 foram marcados por uma construção em grande escala de novos prédios acadêmicos, albergues, laboratórios de pesquisa, assim, 'a 1º Med' ganhou sua aparência atual. Na década de 1990, vários departamentos evoluíram para Institutos de Pesquisa. Hoje, a Universidade continua a promover o atendimento ao paciente, a educação médica e a ciência.
«Nossos cirurgiões continuaram operando ao som de aviões inimigos, tiros antiaéreos e explosões de minas» . ID Strashun, Diretor da 1ª LMI (1941-1943)

## Factos históricos
- A primeira instituição de ensino na Europa, onde as mulheres poderiam obter um diploma de medicina.
- O Instituto estava orgulhoso de ter um número de mulheres cientistas proeminentes como membros da equipe do Instituto: Anna Akimovna Sakhnovskaya, a primeira mulher no mundo a ser nomeada Professora Titular de Medicina, foi a Chefe do Departamento de Dermatologia e Venereologia. Olga Nikolaevna Podvysotskaya, que também pesquisou Dermatovenereologia, foi a primeira mulher a ocupar o posto de Acadêmica da Academia Russa de Ciências Médicas (desde 1944) e a primeira mulher Correspondente da Academia de Ciências da URSS (desde 1939 )
- Em 1908, o professor Michael Isaevich Nemenov abriu uma das primeiras salas de raios-X na Rússia na Clínica de Cirurgia da Faculdade. O primeiro Instituto de Roentgenologia-Radiologia e Oncologia da Europa foi criado dez anos depois, em 1918.
- O capital privado da família de Lydia Shanyavskaya constituiu a base financeira do Instituto. Lydia Shanyavskayaw era uma eminente ativista de um movimento público pela igualdade de direitos para as mulheres. Uma grande doação foi feita por Martha Nobel-Oleynikova, graduada pelo Primeiro Instituto de Mulheres (atual Pavlov University), membro da famosa família Nobel
- Em 1916, os alunos do sexo masculino foram autorizados a frequentar as aulas do Instituto. O Conselho Acadêmico teve o direito de conceder títulos acadêmicos a médicos do sexo masculino.
- O primeiro Instituto de Pesquisa de Pneumologia da URSS foi fundado em 1967.
- Pavlov First St. Petersburg State Medical University é a única escola de medicina superior na cidade que tem uma policlínica anexada à universidade. O ano de 2015 marcou o 180º aniversário da fundação da policlínica.

## Ciência
“Onde o espírito da ciência governa, grandes coisas são feitas por pequenos meios.” Nikolay Pirogov
A atividade científica sempre foi uma das principais prioridades da Universidade; a pesquisa abrange os principais campos médicos, incluindo oncologia, farmacologia, hematologia e transplante, genética molecular, cardiologia e cirurgia cardíaca, pneumologia, nefrologia, etc.
Pavlov First Saint-Petersburg State Medical University é o lar dos seguintes Institutos e Institutos de Pesquisa Científica:
- Instituto de Pesquisa em Nefrologia
- Instituto de Pesquisa de Pneumologia
- Raisa Gorbacheva Memorial Research Institute of Children's Oncology, Hematology and Transplantation
- Instituto de Pesquisa em Cirurgia e Odontologia Maxilo-facial
- Valdman Institute of Pharmacology
- Instituto de Pesquisa Cardíaca e Vascular

### Faculdades
- Faculdade de Medicina
- Faculdade de Odontologia
- Faculdade de Medicina Esportiva
- Faculdade de Educação Física Adaptada Cultura
- Faculdade de Pediatria
- Faculdade de Psicologia Clínica
- Corpo Docente para Aluno Internacional
- Faculdade de Educação de Pós-Graduação em Enfermagem
- Instituto de Enfermagem
- Faculdade de educação de pós-graduação
- Faculdade de Curso Pré Universitário

## Clínica universitária
- Obstetrícia e Ginecologia
- Alergologia
- Venereologia
- Gastroenterologia
- Hematologia
- Dermatologia
- Imunologia
- Cardiologia
- Coloproctologia
- Cirurgia cardíaca
- Medicina a Laser
- Mammalogia
- Nefrologia
- Neurologia
- Oncologia
- Otorrinolaringologia
- Oftalmologia
- Pneumologia
- Radiologia
- Reumatologia
- Surdologopedia
- Cirurgia vascular
- Estomatologia
- Cirurgia toráxica
- Transplante de medula óssea
- Transplante de rim
- Terapia
- Urologia
- Cirurgia Oral e Maxilofacial
- Fisioterapia
- Flebologia
- Endocrinologia

Assim como:

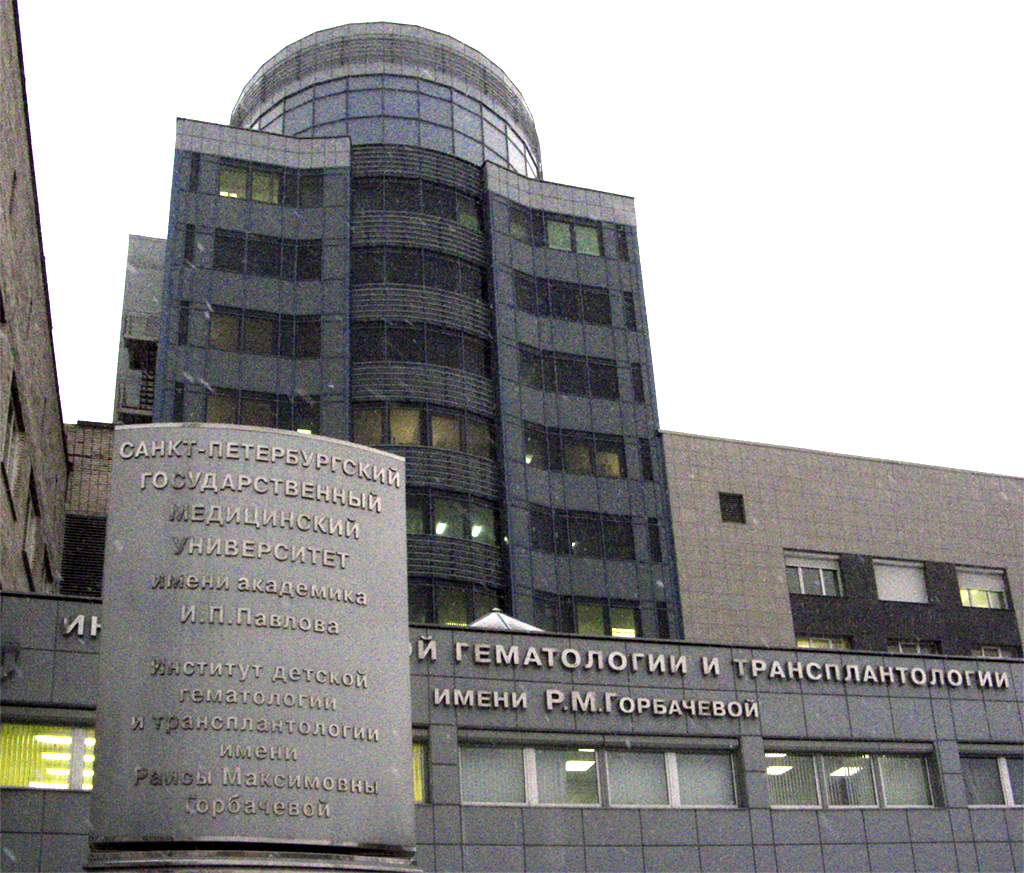
Instituto de Hematologia e Transplante da Universidade.

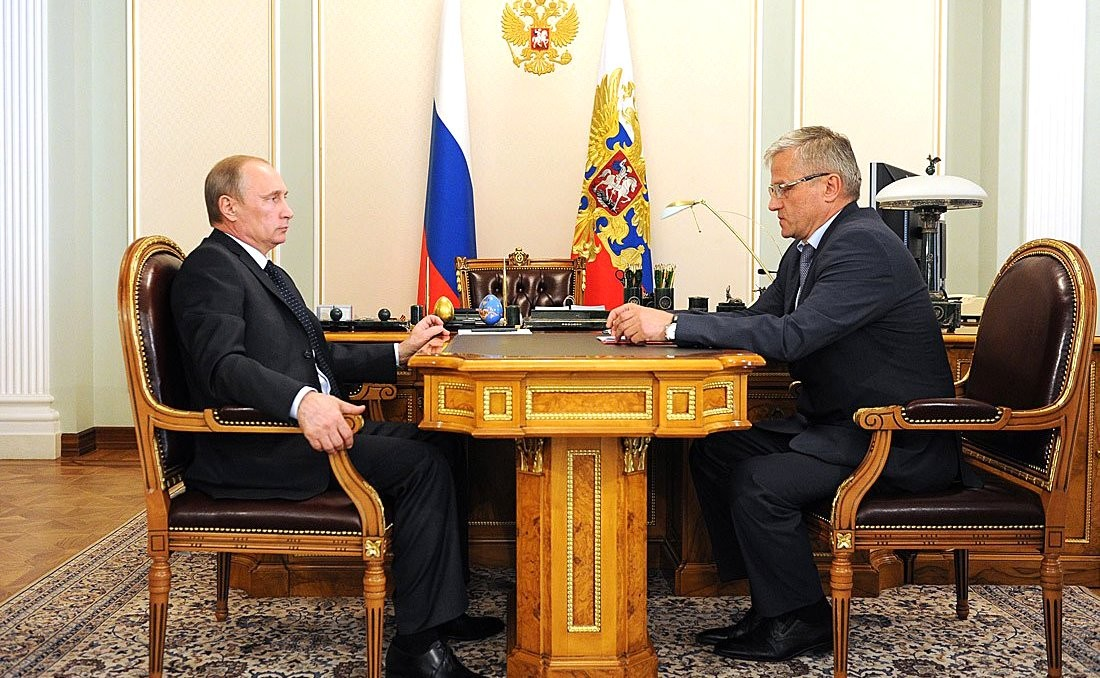
Reitor da Universidade Sergey Bagnenko com o presidente russo Vladimir Putin.

- Uma variedade de testes de laboratório
- Doenças infecciosas
- Fisioterapia
- Transplante de Cabelo
- Psicoterapia
- Plasmaferese
- Fototerapia

## Ex-alunos notáveis
- Pyotr Anokhin (1898-1974), biólogo e fisiologista, autor de Teoria dos sistemas funcionais
- Natalia Bekhtereva (1924-2008), neurocientista e psicóloga que desenvolveu abordagens neurofisiológicas para a psicologia
- Marta Helena Nobel-Oleinikoff (1881-1973), médica e filantropa e membro da família Nobel
- Alexander Rosenbaum médico, poeta, compositor, cantor e ator
- Yelena Bonner (1923-2011), ativista de direitos humanos
- Vasily Aksyonov (1932-2009), escritor de romances
- Ilya Averbakh (1934-1986), diretor de cinema, roteirista
- Sofiya Lisovskaia, urologista russa
- Tumani Corrah, cientista clínico gambiano que pesquisa tuberculose, HIV e malária

## Colaboração internacional
Hoje em dia, a Universidade mantém parcerias internacionais com instituições de saúde e universidades em todo o mundo. O trabalho colaborativo é realizado em 3 campos principais: atendimento ao paciente, educação e pesquisa. Acordos internacionais sobre assuntos científicos:
- Universidade de Turku ( Finlândia )
- União para o Controle Internacional do Câncer
- Programa Conjunto das Nações Unidas sobre HIV / AIDS
- Fundo das Nações Unidas para a Infância
- Clínica Mater Domini Itália